# Carolina Sandoval
Carolina Sandoval Guzmán (Caracas, Venezuela, 24 de noviembre de 1973) es una presentadora de televisión, periodista, locutora, escritora y actriz de teatro venezolana.

## Vida profesional
Sandoval realizó estudios de periodismo en la Universidad Central de Venezuela y de teatro en el Instituto Universitario de Teatro en Venezuela, su primera participación fue en la telenovela Amor Mío en el 1997 en Venezuela de la cadena Venevisión . Su primera oportunidad como locutora radial fue junto al humorista Luis Chataing. En prensa escrita, su primera oportunidad fue hace 15 años en el Bloque de Armas en revistas como Venezuela Farandula,Revista Ronda,Enquirer también trabajó en el El Nacional y en El Globo de Caracas. Fue corresponsal en la cadena RCTV en Venezuela.
Radicada en Miami desde el 2001, hace su primera aparición en la televisión de Estados Unidos en el programa El Gordo y La Flaca con reportajes como colaboradora y después participó como concursante en el programa de Univision, Sábado Gigante. Fue colaboradora en las revistas Tv y Novelas y en Tv Notas de Estados Unidos. A finales del 2002 Carolina estuvo trajando un tiempo con El Gordo Cadelago en un programa de espectáculos en Radio Unica. 
A Finales del 2007 hasta Principios del 2008 fue presentadora y colaboradora del programa de espectáculos Infraganti de la cadena Caribevision al lado de Graciela Mori y Orlando Segura, A principios del 2009 Carolina al lado de Laura Duque presentaba un segmento en el programa de Radio Efectos Secundarios conducido por José Antonio Ponseti, y empezó en Escándalo Tv en un segmento llamado "El Lavadero". El 2 de marzo se desprende el programa de Telefutura La Tijera, programa donde se dio a conocer como "La Venenosa", y el cual el 7 de octubre de 2011 salió del aire. El 23 de noviembre de ese mismo año fue invitada como conductora del programa de Univision , Despierta América, junto a Karla Martínez y Raúl González.
El 24 de enero de 2010 participó en el programa especial de la cadena Univisión "Unidos Por Haití", al lado de: Juanes, Raúl de Molina, y Natalia Jiménez de la Quinta Estación, conducido por el presentador Don Francisco, para recaudar fondos para la tragedia en Haití. El primero de abril, fue invitada a presentar el programa Escándalo Tv de su misma cadena Telefutura al lado de Felipe Viel, Marisa del Portillo, y Lilia Luciano. El 27 de mayo fue nuevamente invitada a Despierta América. El 13 de junio, al lado de Raúl García, Felipe Viel, Elizabeth López, y Carolina La O, animaron un especial llamado "Bienvenido El Mundial". El 28 de junio, en Carolina del Norte recibió un reconocimiento por ser "la Conductora más atrevida". El 12 de julio fue una de las conductoras del programa especial en honor al rey del Pop Michael Jackson y el 14 fue invitada al programa de Univisión, Don Francisco Presenta, en donde contó su historia. El 24 de septiembre la periodista Shanik Berman invitó a Carolina a acompañarla conducir su programa en México, Shanik en Formula.
El primero de noviembre le abrieron su propio foro en Univision.com y en ese mismo mes, Carolina fue elegida como Mejor Co-Presentadora del 2010 por la revista People En Español. El 5 de diciembre fue invitada por el pelotero Sammy Sosa a una evento en honor al Presidente Dominicano Leonel Fernández y también fue nuevamente invitada al programa De Shanik Berman.
En este 2011 Carolina Sandoval fue nominada por la Revista People en Español para ser una de los 50 más Bellas. El 18 de febrero fue la invitada especial a la tercera edición del concurso Nuestra Belleza Gay Latina 2011 en Atlanta, y el 4 de junio fue entrevistada al lado de su hija, para el programa Viva la Familia, por la cadena Univision los sábados al mediodía. Carolina es parte del equipo de críticos del programa Famosos, de Telefutura. La revista Tv y Novelas de Estados Unidos sacó en su edición de junio un reportaje de la casa de Carolina en su sección "En casa De... El 23 de julio, Carolina fue invitada a conducir el programa Viva La Familia al lado de Karen Martínez y Jeannette Kaplun por la cadena Univision, En la última semana de ese mismo mes fue nuevamente invitada a conducir Escándalo TV con Felipe Viel y Marisa Del Portillo de la cadena Telefutura.
En 2011 trabajó en la obra de teatro Monologando: "...Porque hablar solo no es de locos" en Miami, producida por el productor y director Venezolano Manuel Mendoza. En noviembre se convirtió en Ciudadana Americana y por segundo año consecutivo ganó Mejor Copresentadora en la revista People En Español, y en diciembre salió en la portada de la Revista "Gente Latina" y estuvo de invitada en el programa Noche de Perros y junto a varias estrellas estuvo conduciendo el Teletón México por Telefutura donde confesó que en enero de 2011 había sido operada de un cáncer de Tiroides y días después presentó la alfombra de la gran final de Protagonistas y fue
una de las Presentadoras en el programa de espectáculos Tómbola desde octubre de 2011 hasta enero de 2012 en Telefutura.  En octubre de 2013 comienza el show Suelta la Sopa en Telemundo donde es panelista junto a Juan Manuel Cortés.

## Vida personal
María Carolina Sandoval Guzmán, es la primera hija del matrimonio entre Oswaldo Sandoval y Amalia Guzmán de Sandoval, naciendo el 24 de noviembre de 1973 en la capital de Venezuela y siendo la hermana mayor de Mariela Sandoval Guzmán.Es una mujer humilde a pesar de sus triunfos y éxitos en la vida.
Carolina fue novia del locutor de deportes Karim Mendiburu, conociéndose en el año 2002, y siendo pareja del 2003 al 2004.
De esa pareja nació una hija, Barbara Camila Mendiburu Sandoval, quien nació en la ciudad de Miami, Estados Unidos el 13 de agosto del 2003.
La niña nació con problemas de sordera que la llevó a perder el 40% de escucha en ambos oídos.
La pareja se separó meses después del nacimiento de su hija y Karim Mendiburu estuvo ausente durante los primeros 11 años de vida de la niña, jamás estando al pendiente ni comunicándose llevando a Carolina a convertirse en madre soltera.
En el año 2013 a sus aproximados 40 años de edad Carolina se reencontró con Nick Hernández, compañero de infancia de su país natal (Venezuela) que con el tiempo se fueron enamorando, iniciando su noviazgo en el año 2014 y comprometiéndose a finales del mismo año y finalmente llegar al altar el 11 de abril del 2015.
Del matrimonio con Nick Hernández nació una hija, siendo la tercera hija para Nick y la segunda hija para Carolina, Amalia Victoria Hernández Sandoval, quien nació en Miami, Estados Unidos el 19 de junio de 2016.
Carolina dio a luz a sus dos hijas por medio de cesáreas programadas, es decir que el parto no se dio naturalmente sino que por medio de la medicina se alteró y se agilizó el proceso para evitar dolores y contracciones.
La familia conformada por su esposo Nick Hernández y sus dos hijas Barbara Camila y Amalia Victoria, residen en la ciudad de Miami, Estados Unidos.